# Аун, Рейн Янович
Рейн Янович Аун (эст. Rein Aun; 5 октября 1940 года, Таллин — 11 марта 1995 года, Таллин) — советский легкоатлет, серебряный призёр Олимпийских игр в десятиборье.

## Биография
Рейн Аун родился в 1940 году в Таллине и рано остался сиротой — его отец умер, когда мальчику было 13 лет. Рейн учился в специальной спортивной школе, он хорошо бегал на длинные дистанции, но выбрал десятиборье.
Аун выступал за Добровольное спортивное общество (ДСО) города Тарту.
На Олимпийских играх 1964 года десятиборец стал серебряным призёром, набрав 7 842 очка и отстав при этом от лидера, Вилли Хольдорфа, всего на 45 очков. В 1968 году на одном из соревнований он улучшил свой личный рекорд до 7 898 очков, но на следующей Олимпиаде не смог завершить состязания.
В 1995 году Рейн Аун умер от лихорадки.
Похоронен в Таллине на кладбище Лийва.